# Jean-Blaise Evéquoz
Jean-Blaise Evéquoz (ur. 27 listopada 1953 w Sionie) – szwajcarski szpadzista, brązowy medalista igrzysk olimpijskich.
Na igrzyskach olimpijskich w Montrealu w 1976 roku reprezentacja Szwajcarii w składzie: Daniel Giger, Christian Kauter, Michel Poffet, François Suchanecki i Jean-Blaise Evéquoz zdobyła brązowy medal w turnieju drużynowym. Indywidualnie nie startował. Znalazł się także w kadrze Szwajcarii na rozgrywane osiem lat później igrzyska olimpijskie w Los Angeles, jednak ostatecznie nie wystartował w żadnej konkurencji.
Nie zdobył medalu mistrzostw świata.
Jego ojciec, Michel Evéquoz, brat Guy oraz bratanica Éléonore także byli szermierzami.

## Osiągnięcia
Konkurencja: szpada
Igrzyska olimpijskie
- drużynowo (1976)